# Uscana corythaumaii
Uscana corythaumaii is een vliesvleugelig insect uit de familie Trichogrammatidae. De wetenschappelijke naam is voor het eerst geldig gepubliceerd in 1988 door Livingstone & Yacoob.